# Саечников, Владимир Алексеевич
Влади́мир Алексе́евич Са́ечников (1954, Тарту, Эстонская ССР) — профессор кафедры физики и аэрокосмических технологий, доктор физико-математических наук.

### Биография
Родился в 1954 г. В 1976 году окончил с отличием физический факультет. С 1976 — младший научный сотрудник, с 1984 — старший научный сотрудник, а с 1989 — ведущий научный сотрудник НИИ прикладных физических проблем Белгосуниверситета. В 1987—1988 — стипендиат DAAD (Германия), в 1990—1991 гг. стипендиат фонда Г. Герца (Германия), в 2001—2002 гг. — приглашенный исследователь Рурского университета. С 1982 г. кандидат, а с 1994 г. — доктор физико-математических наук. С 1995 — профессор кафедры интеллектуальных систем, а с 1998 — заведующий кафедрой физики факультета радиофизики и компьютерных технологий.

### Научная деятельность
Саечников В. А. является одним из организаторов исследований по физике лазерных, волноводных и волоконно-оптических приборов и устройств. Им сформированы и успешно развиваются важные научные направления в областях: оптоэлектроники, включая биомедицинские приборы и устройства и микробиологические наносенсоры, ГИС ориентированные экспертные системы, методы и средства защиты информации, спутниковые информационные и телекоммуникационные системы, которые имеют как фундаментальное, так и прикладное значение. Под руководством Саечникова В. А. защищены две кандидатских диссертации, выполнен ряд НИР и ОКР по межвузовским программам, фонду фундаментальных исследований, проектам ГКНТ, проектам, выполняемым в программам Союзного государства, международным проектам.
Под его руководством разработаны: высокоэффективные резонаторы нового поколения мощных волноводных лазеров, высокочувствительные методы регистрации пространственно распределенного воздействия волоконно-оптическими сенсорами, аппаратно-программные средства неинвазивной медицинской диагностики, а также сенсоры биомедицинской диагностики на основе оптического резонанса в диэлектрических микросферах. В области информационных технологий разработаны ГИС ориентированные: система оперативного контроля паводковой обстановки на водосборах 5 крупнейших рек Республики Беларусь, автоматизированная система раннего обнаружения и оповещения о ЧС на предприятиях концерна Белнефтехим, системы контроля состояния гидротехнических сооружений и пожаро-взрывоопасных объектов, геоинформационные системы Национальных парков: Беловежская пуща, Браславские озера а также Березинский биосферный заповедник, а также программные средства защиты документов и ценных бумаг для предприятий Гознака РБ и др.
В настоящее время Саечников В. А. является руководителем подпрограммы «Создание системы профессионального аэрокосмического образования» Национальной программы исследования и использования космического пространства в мирных целях на 2008—2012 годы, руководителем ряда НИР и НИОКР в рамках международных проектов, программ Союзного государства «Космос НТ», «Нанотехнологии СГ», государственных программ «Фотоника», «Конвергенция», «Космические исследования», «Снижение рисков от ЧС». Является организатором и директором Центра аэрокосмического образования БГУ.
Результаты его научных исследований опубликованы в более чем 260 публикациях, в том числе 8 авторских свидетельствах на изобретения и 4 программных продуктах.
Большое внимание уделяет развитию системы образования в высшей школе, имея более 20 учебно-методических публикаций, в том числе 2 курса лекций (1 с грифом Министерства образования) и интеграции образования, науки и производства, заключающейся во взаимодействии с учреждениями НАНБ, промышленными предприятиями РБ, ВУЗами и организациями Российской федерации, Украины, Казахстана, Германии, Польши, Китая, Сирии. Является ученым секретарем специализированного совета Д 02.01.14 и членом специализированного совета Д 02.01.10 при БГУ.

### Награды
- Почетная грамота Российского космического агентства
- Почетная грамота Министерства образования
- Почетная грамота Белорусского государственного университета.

### Основные публикации
- Э. А. Чернявская, В. А. Саечников, Применение нейронных сетей в задачах классификации для персонализированной медицины ЖПС (2010) в печати
- В. А. Саечников, Э. А. Чернявская Анализ биохимического состава биологической ткани invivo методом диффузного рассеяния света. ЖПС , 77, 5, (2010), 943—951
- Э. А. Чернявская, В. А. Саечников. Обнаружение и идентификация микро/нано частиц и компонент крови с использованием оптического резонанса мод шепчущей галереи в микросферахЖПС , 77, 5, (2010), 751—759
- В. А. Саечников, Э. А. Чернявская Использование оптического резонанса мод шепчущей галереи в микросферах для обнаружения и идентификации биологических соединений в режиме реального времени. ЖПС, 77, 5, (2010), 774—781.
- V.A. Saetchnikov, E.A. Tcherniavskaia, G. Schweiger, A. Ostendorf. Optical micro resonance based sensor schemes for detection and identification of nano particles and biological agents in situ. Proceeding of the SPIE. Vol. 7712, 771221; doi:10.1117/12.853691; (2010)
- V.A. Saetchnikov, E.A. Tcherniavskaia, G. Schweiger, A. Ostendorf. Optical micro resonance based sensor schemes for detection and identification of nano particles and biological agents in situ. SPIE’s International Symposium, Photonics Europe (EPE10), 12-16 April, Brussels, Belgium, 2010, P 53.
- V.A. Saetchnikov, E.A. Tcherniavskaia, G. Schweiger. Development of optical micro resonance based sensor for detection and identification of micropacticles and biological agents. Proceeding of the SPIE. Photonic Materials, Devices, and Applications III. V. 7366, pp. 73661L-73661L-6 (2009).